# Libeláticos
Los  libeláticos  fueron los cristianos que con el fin de librarse de la persecución se procuraban un certificado (en latín libellus) que acreditaba haber sacrificado a los dioses.
En la persecución de Decio hubo muchos cristianos que, porque no les obligasen a sacrificar públicamente a los ídolos, según las órdenes del emperador, conseguían de los magistrados por gracia o por dinero certificados de haber obedecido a las órdenes del emperador y estaba prohibido inquietarlos en materia de religión teniendo éstos unos certificados que se llamarían en latín libelli, de donde salió el nombre de libeláticos. 

## Interpretación
Los centuriadores de Magdeburgo y Tillemont, piensan que estos lapsos cristianos no renunciaban realmente a la fe, ni sacrificaban a los ídolos y que era falso el certificado que conseguían. Los libeláticos, dice Tillemont, eran los que iban a buscar a los magistrados o les enviaban alguno que declarase que eran cristianos, que no les era lícito sacrificar a los dioses del imperio: que le rogaban les tomasen una suma de dinero y les eximiesen de hacer lo que les estaba prohibido. Recibían después del magistrado o le daban un certificado de renunciar a Jesucristo y de haber sacrificado a los ídolos aunque fuese falso: estos billetes se leían públicamente.
Al contrario, Baronio piensa que los libeláticos eran los que realmente habían cometido el crimen que se certificaba. Acaso habría unos y otros, como piensa Bingham.

## Consecuencias
Pero su crimen era considerado una apostasía: así la Iglesia de África no restituía a la comunión a los libeláticos hasta que hiciesen una larga penitencia. Este rigor obligó a los libeláticos a acudir a los confesores y mártires que estaban presos o que iban a morir para alcanzar por su intercesión la absolución de las penas canónicas que tenían que sufrir: esto es lo que se llamaba pedir la paz. El abuso de estos dones de paz causó un cisma en la iglesia de Cartago en tiempo del obispo Cipriano: este prelado se levantó con todas sus fuerzas contra esta facilidad en perdonar semejantes prevaricaciones, como se puede ver en sus cartas 31, 52 y 68 y en su tratado de Lapsis. El canon 11 del concilio de Nicea I que arregla la penitencia de los que renunciaron a la fe sin haber sido violentados puede acaso ser relativo a los libeláticos.